# Lingua bayot
La lingua bayot (anche: baiot, baiote, bayotte) è una lingua jola parlata in Senegal e Guinea-Bissau.

## Distribuzione geografica
La lingua bayot è parlata in un'area che comprende: il Senegal meridionale, la zona a sudovest dello Ziguinchor in un gruppo di villaggi nei pressi di Nyassia, nel nordovest della Guinea-Bissau lungo il confine col Senegal.
Secondo Ethnologue i locutori attestati nel 2006 erano 16100 in Senegal e 2190 in Guinea-Bissau.

## Classificazione
Ci sono discordanze sulla collocazione della lingua.
Tradizionalmente, si considera il bayot appartenente alla famiglia linguistica delle lingue niger-kordofaniane, ramo congo-atlantico, gruppo delle lingue bak, sottogruppo delle lingue jola. Tuttavia all'interno delle lingue jola occupa un ramo particolare dove c'è solo lei, in quanto, almeno metà del suo vocabolario, inclusi anche termini fondamentali come i pronomi personali, non appartengono al ceppo jola e neppure a quello delle lingue atlantiche e quindi non potrebbero neppure essere classificate all'interno delle niger-kordofoniane. La grammatica, invece, è tipicamente simile a quella delle lingue jola.
Per tutti questi motivi alcuni studiosi considerano la lingua bayot come lingua isolata.